# Anna Maria Staśkiewicz

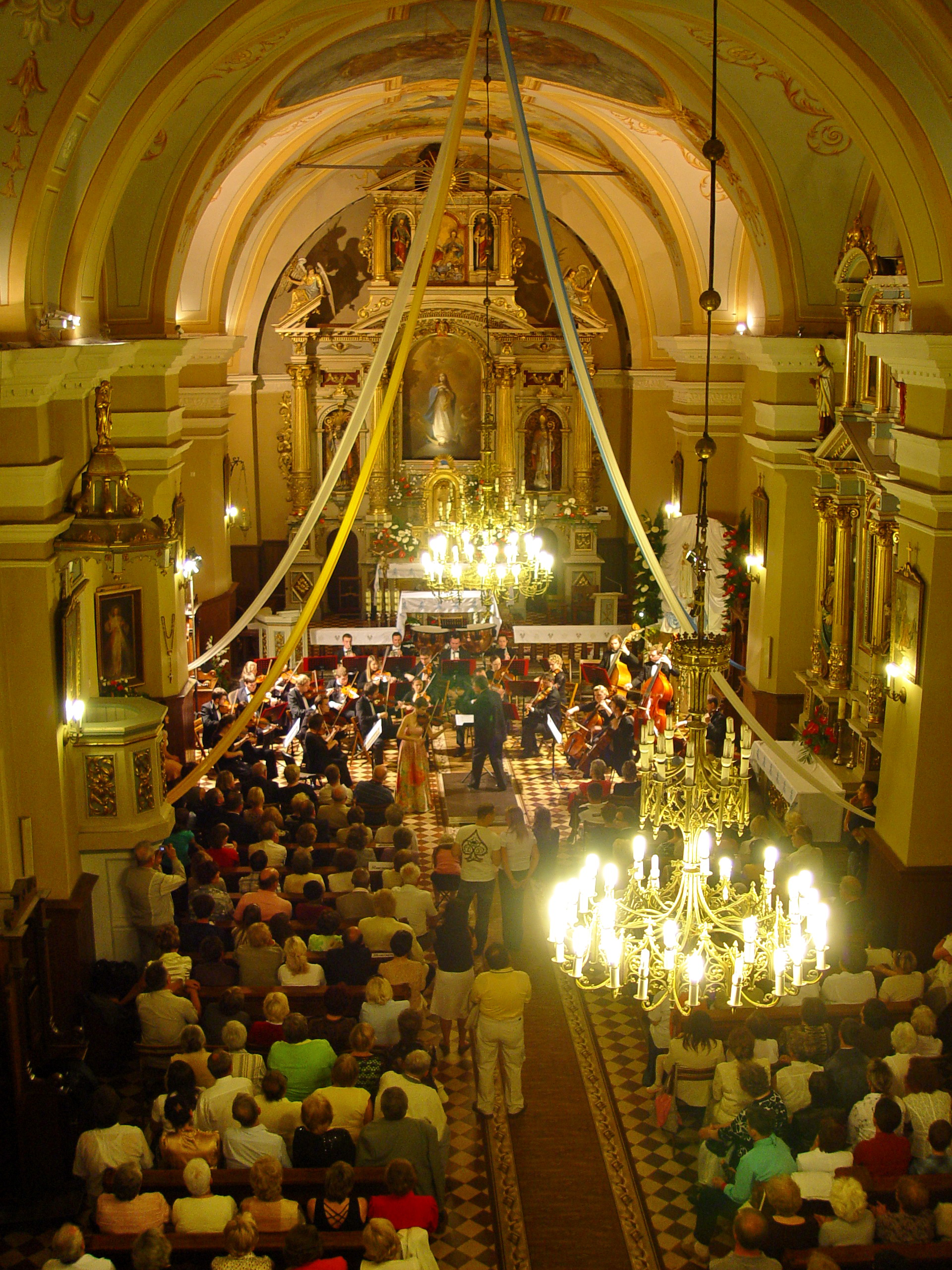
Kościół NPNMP w Busku-Zdroju – koncert Festiwalu Krystyny Jamroz, Busko-Zdrój, 29 czerwca 2008

Anna Maria Staśkiewicz (ur. 8 listopada 1983 w Będzinie) – polska skrzypaczka, zdobywczyni III nagrody na XIII Międzynarodowym Konkursie Skrzypcowym im. Henryka Wieniawskiego w Poznaniu w 2006 roku.

## Życiorys
Debiutowała na scenie w wieku 14 lat. W 2007 ukończyła z wyróżnieniem Akademię Muzyczną im. I.J. Paderewskiego w Poznaniu w klasie skrzypiec Marcina Baranowskiego.
Swoje umiejętności doskonaliła m.in. pod kierunkiem Konstantego Andrzeja Kulki, Krzysztofa Węgrzyna, Wandy Wiłkomirskiej oraz Tatiany Grindenko.
Koncertowała m.in.: w Brazylii, Estonii, Niemczech, Rosji, Słowacji, Szwajcarii, Szwecji, we Włoszech, a także w wielu miastach Polski.
Wstąpiła z recitalami m.in. w São Paulo (Brazylia), Akademii Muzycznej w Hanowerze (Niemcy), Keisersall in Romer we Frankfurcie n. Menem (Niemcy), Zamku Królewskim i Belwederze w Warszawie, Trybunale Koronnym w Lublinie, Willi Atma w Zakopanem, Dworze Artusa w Toruniu.
Współpracowała m.in. z Orkiestrą Kameralną Polskiego Radia „Amadeus”, Orkiestrą Kameralną „Leopoldinum”, Sinfoniettą Cracovią, Sinfonia Varsovią, Toruńską Orkiestrą Kameralną, Orkiestrami Symfonicznymi w Toruniu, Bydgoszczy, Lublinie, Łodzi, Katowicach, Zielonej Górze, Poznaniu, Narodową Orkiestrą Symfoniczną Polskiego Radia w Katowicach, Getyńską Orkiestrą Symfoniczna w Niemczech, Orkiestrą Kameralną w Zurychu, Sinfonicą Municipal w São Paulo, Orkiestrą Symfoniczną Filharmonii Narodowej.
Grała pod batutą takich dyrygentów, m.in., jak: P. Andersson (Szwecja), J.M. Florencio (Brazylia), Ji-Hoon (Korea Płd.), W. Pieriewoznikow (Rosja), Ch. Simonis (Niemcy), S. Vavrinek (Czechy), D. Murphy (Anglia), D. Wilson (USA), Ł. Borowicz, A. Duczmal, M. Nesterowicz, M. Nałęcz-Niesiołowski, J. Maksymiuk, J. Salwarowski, T. Strugała, A. Wit.
Od 2011 występuje w duecie z gitarzystą Krzysztofem Meisingerem.
Od 2015 członkini Sinfonii Varsovii, pierwsza koncertmistrz orkiestry oraz członkini Sinfonia Varsovia String Quintet (razem z Kamilem Staniczkiem, Katarzyną Budnik, Marcelem Markowskim i Michałem Sobusiem).

## Nagrody i wyróżnienia
Laureatka konkursów muzycznych m.in.:
- 2000 – I Nagroda na XVI Ogólnopolskim Konkursie Bachowskim w Zielonej Górze
- 2001 – I Nagroda na V Międzynarodowym Konkursie im. K. Szymanowskiego w Łodzi oraz Nagroda Specjalna za najlepsze wykonanie koncertu K.Szymanowskiego
- 2001 – I Nagroda Ogólnopolskie Przesłuchania Skrzypków Elbląg[4]
- 2006 – Nagroda za najlepsze wykonanie koncertu skrzypcowego W.A. Mozarta na XXII Międzynarodowym Konkursie Valsesia Musica (Włochy)
- 2006 – III Nagroda na XIII Międzynarodowym Konkursie Skrzypcowym im. Henryka Wieniawskiego w Poznaniu, Nagroda Specjalna za najlepsze wykonanie koncertu skrzypcowego Mozarta oraz Nagroda Słuchaczy Programu Drugiego Polskiego Radia dla najlepszego uczestnika finałów[5]

Sześciokrotna stypendystka Ministra Kultury i Dziedzictwa Narodowego. Otrzymała wielokrotnie Nagrodę Marszałka Województwa Kujawsko-Pomorskiego, Prezydenta Miasta Torunia oraz stypendium Artystyczne Miasta Poznania w 2002. Stypendystka Fundacji Yamaha Europa w 2003. Nominowana w 2003 i 2006 do Paszportu Polityki, a także w 2006 do nagrody Fryderyki.
W 2008 została uhonorowana Medalem Młodej Sztuki.

## Nagrania
- 2010 – Anna Maria Staskiewicz, Marcin Sikorski: Lutosławski – Schnittke – Prokofiev, Śląskie Towarzystwo Muzyczne
- 2010 – Kuropaczewski, Szymczewska, Zdunik: Aqua E Vinho (Woda i wino), Polskie Radio S.A.
- 2014 – Wieniawski: Utwory na skrzypce i orkiestrę, DUX

W 2011 album Aqua e Vinho. Kuropaczewski, Szymczewska, Zdunik został nagrodzony Fryderykiem w kategorii Album Roku Muzyka Kameralna.